# كونجيستا (قرطبة)
بلدية كونجيستا (بالإسبانية: Conquista)‏، هي إحدى بلديات مقاطعة قرطبة إحدى مقاطعات إسبانيا، و التي تقع في منطقة الأندلس جنوب إسبانيا.
يبلغ عدد سكانها 485 نسمة وفقاً لإحصائية سنة (2007).